# Pimpinella calycina
Pimpinella calycina là một loài thực vật có hoa trong họ Hoa tán. Loài này được Maxim. miêu tả khoa học đầu tiên năm 1873.